# Jérôme Romain
Jérôme Romain (né le 12 juin 1971 à Saint-Martin) est un athlète dominiquais puis français, spécialiste du triple saut.

## Carrière
Détenteur d'une double nationalité, il participe aux compétitions internationales sous les couleurs de la Dominique jusqu'en 1998. Médaillé d'argent aux Jeux de la Francophonie 1994, il se distingue durant la saison 1995 en remportant deux médailles lors des Championnats d'Amérique centrale et des Caraïbes 1995 (l'or au triple saut et l'argent au saut en longueur), et se classe par ailleurs deuxième des Jeux panaméricains de Mar del Plata. Sélectionné pour les Championnats du monde 1995 de Göteborg, Jérôme Romain monte sur la troisième marche du podium avec 17,59 m (vent supérieur à la limite autorisée), deux jours après avoir établi en qualification la meilleure performance de sa carrière avec 17,48 m. Douzième des Jeux olympiques d'Atlanta après trois essais mordus, et sixième des mondiaux d'Athènes deux ans plus tard, il se classe septième de la Finale du Grand Prix 1998.
En 1999, Jérôme Romain décide de concourir sous les couleurs de la France. Licencié à l'AC Bouillante, il est sélectionné pour les Championnats du monde 1999 de Séville, terminant à la septième place finale avec 17,10 m.
En 2001, il prend la seconde place du concours du triple saut lors des Jeux de la francophonie organisés à Ottawa au Canada avec un essai à 16,29 m.
| 2001 | Jeux de la francophonie | Ottawa (Canada) | 2ème | Triple saut | 16,29 m |

Il met un terme à sa carrière d'athlète en 2004. Entraîneur d'athlétisme de l'équipe olympique de la Dominique lors des Jeux de Pékin, en 2008, il défile en tant que porte-drapeau lors de la cérémonie d'ouverture. Jérôme Romain devient ensuite entraîneur adjoint à l'Université du Tennessee.

## Records personnels
- Triple saut - 17,48 m (1995)
- Saut en longueur - 7,90 m (1993)
- 100 m - 10,70 m (1992)